# Partidul Conservator
Partidul Conservator (PC, deutsch Konservative Partei) war eine politische Partei in Rumänien.

## Geschichte
Die Formation wurde im Dezember 1991 unter dem Namen Partidul Umanist Român (PUR, etwa Rumänische Humanistische Partei) gegründet. Dominante Persönlichkeit war Dan Voiculescu.
Dan Voiculescu und seine Familie besitzen mehrere Massenmedien in Rumänien. Ihm wurde die Mitarbeit für den früheren kommunistischen Geheimdienst Securitate nachgewiesen. Voiculescu beteuert, mit seiner Geheimdiensttätigkeit niemandem geschadet zu haben.
Im politischen Leben spielte die Partei in der Regel eine untergeordnete Rolle. Wegen des rumänischen Wahlrechts ist sie gezwungen, Wahlbündnisse mit größeren Parteien abzuschließen, um einige Abgeordnete in das nationale Parlament entsenden zu können.
Nach den Wahlen 2000 trat die PUR in eine von den Sozialdemokraten (PSD) geführte Regierung ein, zog sich aber 2002 wieder zurück. Im Mai 2001 wurde der Name Partidul Umanist din România (Social Liberal) (PUR-SL) gewählt. Zu den Wahlen Ende 2004 trat Partidul Umanist Român in einer Listenverbindung mit den Sozialdemokraten an. Ihre so in das Abgeordnetenhaus gewählten Vertreter ermöglichten dann aber die Wahl des bürgerlichen Ministerpräsidenten Călin Popescu-Tăriceanu von der PNL und beteiligten sich an dessen Regierung.
Im Mai 2005 gab sich die Partei ihren heutigen Namen. Damit sollte der inhaltlichen Neuausrichtung Rechnung getragen werden. Bis dahin vertrat die Partei überwiegend linksliberale, seitdem konservative Positionen. Nach Auseinandersetzungen in der Regierung trat die PC im Dezember 2006 aus der Regierung Popescu-Tăriceanu aus und befand sich seitdem wieder in der Opposition.
Ende August 2008 schloss die PC erneut ein Wahlbündnis mit der PSD für die Parlamentswahlen im November 2008, das es der PC ermöglichte, 25 Kandidaten auf den Listen der PSD kandidieren zu lassen. Sie stellte drei Parlamentarier im Abgeordnetenhaus und einen im Senat.
Seit Februar 2010 war Daniel Constantin Parteivorsitzender.
Im Juni 2015 fusionierte die PC mit der Partidul Liberal Reformator zur Allianz der Liberalen und Demokraten (ALDE).

## Politische Orientierung
Die Partei trat nach eigener Darstellung für traditionelle Werte (Familie, gesellschaftliche Solidarität) und europäische Integration ein. Wirtschaftlich sah sie sich vor allem an der Seite der kleineren und mittleren Unternehmer. Sie propagierte religiöse Werte und forderte z. B. einen obligatorischen Religionsunterricht an den rumänischen Schulen.